# Список ескортних авіаносців Великої Британії
Список ескортних авіаносців Королівського флоту Великої Британії — перелік ескортних авіаносців Королівського флоту Великої Британії, що використовувалися британським флотом у Другій світовій війні. На відміну від легких авіаносців ескортні призначалися насамперед для забезпечення супроводження транспортних конвоїв та повітряної підтримки під час проведення морських десантних операцій. Вони, як правило, мали половину довжини і третину водотоннажності флотських авіаносців тих часів. Хоча вони були повільнішими, менш озброєними, без бронювання та мали менше літаків, вони були менш коштовними й будувалися значно швидше. Це було їхньою основною перевагою, оскільки ескортні авіаносці могли бути побудовані в більшій кількості та заповнити пробіл у забезпеченні операцій флоту, коли класичних авіаносців конче не вистачало, особливо в перший період війни на морі. Водночас відсутність броньованого захисту зробила ескортні авіаносці особливо вразливими, і деякі з них були затоплені з великими втратами.
Позначення:
| №  | Авіаносець      | Зображення | Водотоннажність                               | Кількість літальних апаратів | Закладений        | Спуск на воду     | Прийнятий         | На службі | Доля | Тип                | Прим. |
| -- | --------------- | ---------- | --------------------------------------------- | ---------------------------- | ----------------- | ----------------- | ----------------- | --------- | --- | ------------------ | --- |
| 1  | «Одасіті»       |            | 11 000 тонн (стандартна)                      | 8                            | —                 | 29 березня 1939   | 20 червня 1941    | 1941      | 21 грудня 1941 року був потоплений німецьким підводним човном U-751 | —                  | перебудований з трофейного німецького суховантажного судна «MV Hannover»                                                 |
| 2  | «Арчер»         |            | 13 324 тонни (стандартна) 15 938 тонн (повна) | 16                           | 1 серпня 1939     | 14 грудня 1939    | 17 листопада 1941 | 1941-1943 | 6 листопада 1943 року виведений до резерву 15 березня 1945 року переданий Міністерству транспорту, перейменований на Empire Lagan; використовувався як транспорт для перевезення авіатехніки у березні 1962 року розібраний на брухт | типу «Лонг Айленд» | Ескортний авіаносець США (колишній вантажний теплохід «Mormacland»), переданий Королівським ВМС Великої Британії         |
| 3  | «Евенджер»      |            | 11 800 тонн (стандартна) 15 126 тонн (повна)  | 15                           | 28 листопада 1939 | 27 листопада 1940 | 2 березня 1942    | 1942      | 15 листопада 1942 року потоплений західніше Гібралтару німецьким підводним човном U-155 | типу «Евенджер»    | Ескортний авіаносець США (колишній суховантаж Rio-Hudson), переданий за програмою ленд-лізу                              |
| 4  | «Байтер»        |            | 11 800 тонн (стандартна) 15 126 тонн (повна)  | 15                           | 28 грудня 1939    | 18 грудня 1940    | 6 травня 1942     | 1942-1945 | у квітні 1945 року корабель був переданий ВМС Франції, де отримав ім'я «Діксмюд» (фр. Dixmude A609) 10 червня 1966 року був потоплений як корабель-мішень                                                                            | типу «Евенджер»    | Ескортний авіаносець США (колишній суховантаж Rio-Parana), переданий за програмою ленд-лізу                              |
| 5  | «Дешер»         |            | 11 800 тонн (стандартна) 15 126 тонн (повна)  | 15                           | 14 березня 1940   | 12 квітня 1941    | 2 липня 1942      | 1942-1943 | 27 березня 1943 року затонув від вибуху паливних баків, перебуваючи на базі Клайд; загинуло 378 членів екіпажу | типу «Евенджер»    | Ескортний авіаносець США (колишній суховантаж Rio de Janeiro), переданий за програмою ленд-лізу                          |
| 6  | «Батлер»        |            | 9 393 тонни (стандартна) 13 891 тонна (повна) | 24                           | 15 квітня 1941    | 4 квітня 1942     | 15 листопада 1942 | 1942-1946 | 12 лютого 1946 року повернутий США, де був виключений зі списків флоту і розібраний на метал | типу «Атакер»      | Ескортний авіаносець США (колишній авіаносець типу «Боуг» USS Altamaha (CVE-6)), переданий за програмою ленд-лізу        |
| 7  | «Атакер»        |            | 9 393 тонни (стандартна) 13 891 тонна (повна) | 24                           | 17 квітня 1941    | 27 вересня 1941   | 30 вересня 1942   | 1942-1946 | 12 лютого 1946 року повернутий США, переобладнаний на торгове судно, у 1980 році розібраний на метал | типу «Атакер»      | Ескортний авіаносець США (колишній авіаносець типу «Боуг» USS Barnes (CVE-7)), переданий за програмою ленд-лізу          |
| 8  | «Хантер»        |            | 9 393 тонни (стандартна) 13 891 тонна (повна) | 24                           | 15 травня 1941    | 22 травня 1942    | 9 січня 1943      | 1943-1945 | 29 грудня 1945 року повернутий США, переобладнаний на торгове судно, у 1965 році розібраний на метал | типу «Атакер»      | Ескортний авіаносець США (колишній авіаносець типу «Боуг» USS Block Island (CVE-8)), переданий за програмою ленд-лізу    |
| 9  | «Чейсер»        |            | 9 393 тонни (стандартна) 13 891 тонна (повна) | 24                           | 28 червня 1941    | 15 лютого 1943    | 9 квітня 1943     | 1943-1946 | 12 травня 1946 року повернутий США, переобладнаний на торгове судно, у 1972 році розібраний на метал | типу «Атакер»      | Ескортний авіаносець США (колишній авіаносець типу «Боуг» USS Breton (CVE-10)), переданий за програмою ленд-лізу         |
| 10 | «Фенсер»        |            | 9 393 тонни (стандартна) 13 891 тонна (повна) | 24                           | 5 вересня 1941    | 4 квітня 1942     | 20 лютого 1943    | 1943-1946 | 21 грудня 1946 року повернутий США, переобладнаний на торгове судно, у 1975 році розібраний на метал | типу «Атакер»      | Ескортний авіаносець США (колишній авіаносець типу «Боуг» USS Croatan (CVE-14)), переданий за програмою ленд-лізу        |
| 11 | «Сталкер»       |            | 9 393 тонни (стандартна) 13 891 тонна (повна) | 24                           | 6 жовтня 1941     | 5 березня 1942    | 21 грудня 1942    | 1942-1945 | 29 грудня 1945 року повернутий США, переобладнаний на торгове судно, у 1975 році розібраний на метал | типу «Атакер»      | Ескортний авіаносець США (колишній авіаносець типу «Боуг» USS Hamlin (CVE-15)), переданий за програмою ленд-лізу         |
| 12 | «Персьюер»      |            | 9 393 тонни (стандартна) 13 891 тонна (повна) | 24                           | 31 липня 1941     | 18 липня 1942     | 14 червня 1943    | 1943-1946 | 12 лютого 1946 року повернутий США, розібраний на метал | типу «Атакер»      | Ескортний авіаносець США (колишній авіаносець типу «Боуг» USS St. George (CVE-17)), переданий за програмою ленд-лізу     |
| 13 | «Страйкер»      |            | 9 393 тонни (стандартна) 13 891 тонна (повна) | 24                           | 15 грудня 1941    | 7 травня 1942     | 28 квітня 1943    | 1943-1946 | 12 лютого 1946 року повернутий США, розібраний на метал | типу «Атакер»      | Ескортний авіаносець США (колишній авіаносець типу «Боуг» USS Prince William (CVE-19)), переданий за програмою ленд-лізу |
| 14 | «Серчер»        |            | 9 393 тонни (стандартна) 13 891 тонна (повна) | 24                           | 20 лютого 1942    | 7 травня 1942     | 7 квітня 1943     | 1943-1945 | 29 листопада 1945 року повернутий США, 7 лютого 1946 року виключений зі списків ВМС і проданий грецькій компанії для переобладнання у торгове судно. 1976 році розібраний на метал                                                   | типу «Атакер»      | Ескортний авіаносець США (колишній авіаносець типу «Боуг» CVE-22), переданий за програмою ленд-лізу                      |
| 15 | «Реведжер»      |            | 9 393 тонни (стандартна) 13 891 тонна (повна) | 24                           | 11 квітня 1942    | 16 липня 1942     | 25 квітня 1943    | 1943-1946 | 26 лютого 1946 року повернутий США, переобладнаний на торгове судно, у 1973 році розібраний на метал | типу «Атакер»      | Ескортний авіаносець США переданий за програмою ленд-лізу                                                                |
| 16 | «Трекер»        |            | 9 393 тонни (стандартна) 13 891 тонна (повна) | 24                           | 3 листопада 1941  | 7 березня 1942    | 31 січня 1943     | 1943-1945 | 29 листопада 1945 року повернутий США, переобладнаний на торгове судно, у 1964 році розібраний на метал | типу «Атакер»      | Ескортний авіаносець США (колишній BAVG-6), переданий за програмою ленд-лізу                                             |
| 17 | «Слінгер»       |            | 11 600 тонн (повна)                           | 24                           | 25 травня 1942    | 19 вересня 1942   | 11 серпня 1943    | 1943-1946 | 12 квітня 1946 року повернутий США, де був виключений зі списків флоту і у 1966 році розібраний на метал | типу «Рулер»       | Ескортний авіаносець США (колишній авіаносець типу «Боуг» USS Chatham (CVE-32)), переданий за програмою ленд-лізу        |
| 18 | «Ателінг»       |            | 11 600 тонн (повна)                           | 24                           | 9 червня 1942     | 7 вересня 1942    | 28 жовтня 1943    | 1943-1946 | 9 грудня 1946 року повернутий США, виключений зі списків флоту і у 1967 році розібраний на метал | типу «Рулер»       | Ескортний авіаносець США (колишній авіаносець типу «Боуг» USS Glacier (CVE-33)), переданий за програмою ленд-лізу        |
| 19 | «Емперор»       |            | 11 600 тонн (повна)                           | 24                           | 23 червня 1942    | 7 жовтня 1942     | 6 серпня 1943     | 1943-1946 | 28 березня 1946 року повернутий США, розібраний на метал | типу «Рулер»       | Ескортний авіаносець США (колишній авіаносець типу «Боуг» USS Pybus (CVE-34)), переданий за програмою ленд-лізу          |
| 20 | «Емір»          |            | 11 600 тонн (повна)                           | 24                           | 18 липня 1942     | 18 жовтня 1942    | 20 липня 1943     | 1943-1946 | 20 березня 1946 року повернутий США, переобладнаний на торгове судно, проданий на злам у 1969 році | типу «Рулер»       | Ескортний авіаносець США (колишній авіаносець типу «Боуг» USS Baffins (CVE-35)), переданий за програмою ленд-лізу        |
| 21 | «Бегем»         |            | 11 600 тонн (повна)                           | 24                           | 3 серпня 1942     | 11 листопада 1942 | 2 серпня 1943     | 1943-1946 | 4 січня 1946 року повернутий США, переобладнаний на торгове судно, розібраний на метал у 1974 році | типу «Рулер»       | Ескортний авіаносець США (колишній авіаносець типу «Боуг» USS Bolinas (CVE-36)), переданий за програмою ленд-лізу        |
| 22 | «Трампітер»     |            | 11 600 тонн (повна)                           | 24                           | 25 серпня 1942    | 15 грудня 1942    | 4 серпня 1943     | 1943-1946 | 19 червня 1946 року повернутий США, переобладнаний на торгове судно, розібраний на метал у 1971 році | типу «Рулер»       | Ескортний авіаносець США (колишній авіаносець типу «Боуг» USS Bastian (CVE-37)), переданий за програмою ленд-лізу        |
| 23 | «Емпрес»        |            | 11 600 тонн (повна)                           | 24                           | 9 вересня 1942    | 30 грудня 1942    | 12 серпня 1943    | 1943-1946 | 28 січня 1946 року повернутий США, переобладнаний на торгове судно, розібраний на метал | типу «Рулер»       | Ескортний авіаносець США (колишній авіаносець типу «Боуг» USS Carnegie (CVE-38)), переданий за програмою ленд-лізу       |
| 24 | «Кедив»         |            | 11 600 тонн (повна)                           | 24                           | 22 вересня 1942   | 30 січня 1943     | 25 серпня 1943    | 1943-1946 | 26 липня 1946 року повернутий США, переобладнаний на торгове судно, проданий на злам у 1975 році | типу «Рулер»       | Ескортний авіаносець США (колишній авіаносець типу «Боуг» USS Cordova (CVE-39)), переданий за програмою ленд-лізу        |
| 25 | «Спікер»        |            | 11 600 тонн (повна)                           | 24                           | 9 жовтня 1942     | 20 лютого 1943    | 20 листопада 1943 | 1943-1946 | 25 вересня 1946 року повернутий США, переобладнаний на торгове судно, проданий на злам у 1972 році | типу «Рулер»       | Ескортний авіаносець США (колишній авіаносець типу «Боуг» USS Cordova (CVE-39)), переданий за програмою ленд-лізу        |
| 26 | «Набоб»         |            | 11 600 тонн (повна)                           | 24                           | 20 жовтня 1942    | 22 березня 1943   | 7 вересня 1943    | 1943-1944 | 10 жовтня 1944 року переданий Королівським ВМС Канади, після війни повернутий США, переобладнаний на торгове судно, проданий на злам у 1977 році                                                                                     | типу «Рулер»       | Ескортний авіаносець США (колишній авіаносець типу «Боуг» USS Edisto (CVE-41)), переданий за програмою ленд-лізу         |
| 27 | «Преміер»       |            | 11 600 тонн (повна)                           | 24                           | 31 жовтня 1942    | 22 березня 1943   | 3 листопада 1943  | 1943-1946 | 21 травня 1946 року повернутий США, переобладнаний на торгове судно, проданий на злам у 1974 році | типу «Рулер»       | Ескортний авіаносець США (колишній авіаносець типу «Боуг» USS Estero (CVE-42)), переданий за програмою ленд-лізу         |
| 28 | «Шах»           |            | 11 600 тонн (повна)                           | 24                           | 13 листопада 1942 | 21 квітня 1943    | 27 вересня 1943   | 1943-1945 | 26 листопада 1945 року повернутий США, 1947 році проданий Аргентині, переобладнаний на торгове судно, проданий на злам у 1966 році                                                                                                   | типу «Рулер»       | Ескортний авіаносець США (колишній авіаносець типу «Боуг» USS Jamaica (CVE-43)), переданий за програмою ленд-лізу        |
| 29 | «Петролер»      |            | 11 600 тонн (повна)                           | 24                           | 27 листопада 1942 | 6 травня 1943     | 25 жовтня 1943    | 1943-1946 | 9 грудня 1946 року повернутий США, переобладнаний на торгове судно, проданий на злам у 1974 році | типу «Рулер»       | Ескортний авіаносець США (колишній авіаносець типу «Боуг» USS Keweenaw (CVE-44)), переданий за програмою ленд-лізу       |
| 30 | «Раджа»         |            | 11 600 тонн (повна)                           | 24                           | 17 грудня 1942    | 18 травня 1943    | 17 січня 1944     | 1944-1946 | 13 грудня 1946 року повернутий США, переобладнаний на торгове судно, проданий на злам у 1975 році | типу «Рулер»       | Ескортний авіаносець США (колишній авіаносець типу «Боуг» USS Prince (CVE-45)), переданий за програмою ленд-лізу         |
| 31 | «Рані»          |            | 11 600 тонн (повна)                           | 24                           | 5 січня 1943      | 2 червня 1943     | 8 листопада 1943  | 1943-1947 | 22 січня 1947 року повернутий США, переобладнаний на торгове судно, проданий на злам у 1975 році | типу «Рулер»       | Ескортний авіаносець США (колишній авіаносець типу «Боуг» USS Niantic (CVE-46)), переданий за програмою ленд-лізу        |
| 32 | «Траунсер»      |            | 11 600 тонн (повна)                           | 24                           | 1 лютого 1943     | 16 червня 1943    | 31 січня 1944     | 1944-1946 | 3 березня 1946 року повернутий США, переобладнаний на торгове судно, проданий на злам у 1973 році | типу «Рулер»       | Ескортний авіаносець США (колишній авіаносець типу «Боуг» USS Perdido (CVE-47)), переданий за програмою ленд-лізу        |
| 33 | «Тейн»          |            | 11 600 тонн (повна)                           | 24                           | 23 лютого 1943    | 15 липня 1943     | 19 листопада 1943 | 1943-1946 | 12 лютого 1946 року повернутий США, у жовтні 1946 року розібраний на злам | типу «Рулер»       | Ескортний авіаносець США (колишній авіаносець типу «Боуг» USS Sunset (CVE-48)), переданий за програмою ленд-лізу         |
| 34 | «Квін»          |            | 11 600 тонн (повна)                           | 24                           | 12 березня 1943   | 2 серпня 1943     | 22 грудня 1943    | 1943-1946 | 31 жовтня 1946 року повернутий США, переобладнаний на торгове судно, проданий на злам у 1972 році | типу «Рулер»       | Ескортний авіаносець США (колишній авіаносець типу «Боуг» USS St. Andrews (CVE-49)), переданий за програмою ленд-лізу    |
| 35 | «Рулер»         |            | 11 600 тонн (повна)                           | 24                           | 25 березня 1943   | 21 серпня 1943    | 22 грудня 1943    | 1943-1946 | 29 січня 1946 року повернутий США, проданий на злам | типу «Рулер»       | Ескортний авіаносець США (колишній авіаносець типу «Боуг» USS St. Joseph (CVE-50)), переданий за програмою ленд-лізу     |
| 36 | «Арбітер»       |            | 11 600 тонн (повна)                           | 24                           | 26 квітня 1943    | 9 вересня 1943    | 31 грудня 1943    | 1943-1946 | 3 березня 1946 року повернутий США, переобладнаний на торгове судно, проданий на злам у 1972 році | типу «Рулер»       | Ескортний авіаносець США (колишній авіаносець типу «Боуг» USS St. Simon (CVE-51)), переданий за програмою ленд-лізу      |
| 37 | «Смайтер»       |            | 11 600 тонн (повна)                           | 24                           | 10 травня 1943    | 27 вересня 1943   | 20 січня 1944     | 1944-1946 | 6 травня 1946 року повернутий США, переобладнаний на торгове судно, проданий на злам у 1967 році | типу «Рулер»       | Ескортний авіаносець США (колишній авіаносець типу «Боуг» USS Vermillion (CVE-52)), переданий за програмою ленд-лізу     |
| 38 | «Панчер»        |            | 11 600 тонн (повна)                           | 24                           | 21 травня 1943    | 8 листопада 1943  | 5 лютого 1944     | 1944-1946 | 16 лютого 1946 року повернутий США, переобладнаний на торгове судно, проданий на злам у 1973 році | типу «Рулер»       | Ескортний авіаносець США (колишній авіаносець типу «Боуг» USS Willapa (CVE-53)), переданий за програмою ленд-лізу        |
| 39 | «Ріпер»         |            | 11 600 тонн (повна)                           | 24                           | 5 червня 1943     | 22 листопада 1943 | 18 лютого 1944    | 1944-1946 | 2 липня 1946 року повернутий США, переобладнаний на торгове судно, проданий на злам у 1967 році | типу «Рулер»       | Ескортний авіаносець США (колишній авіаносець типу «Боуг» USS Winjah (CVE-54)), переданий за програмою ленд-лізу         |
| 40 | «Ектівіті»      |            | 11 800 тонн (стандартна) 14 480 тонн (повна)  | 10                           | 1 лютого 1940     | 30 травня 1942    | 29 вересня 1942   | 1942-1946 | У 1946 році переобладнаний на торгове судно; 1967 році проданий на злам | типу «Ектівіті»    | колишнє торгове судно «Telemachus»                                                                                       |
| 41 | «Наірана»       |            | 14 280 тонн (повна)                           | 15-20                        | 6 листопада 1941  | 20 травня 1943    | 12 грудня 1943    | 1943-1946 | У 1946 році переданий Нідерландам, де отримав назву «Hr.Ms. Karel Doorman»; 1948 році переобладнаний на торгове судно; 1971 році проданий на злам                                                                                    | типу «Наірана»     | колишнє рефрижераторне судно                                                                                             |
| 42 | «Віндекс»       |            | 17 100 тонн (повна)                           | 15-20                        | 1 липня 1942      | 4 травня 1943     | 3 грудня 1943     | 1943-1947 | 1947 році переобладнаний на торгове судно; 1971 році проданий на злам | типу «Наірана»     | колишнє рефрижераторне судно                                                                                             |
| 43 | «Кампанія»      |            | 17 100 тонн (повна)                           | 15-20                        | 12 серпня 1941    | 17 червня 1943    | 7 березня 1944    | 1944-1946 | У грудні 1952 року виведений у резерв, у 1955 році проданий на злам | типу «Наірана»     | колишнє рефрижераторне судно                                                                                             |
| 44 | «Преторія-Касл» |            | 19 650 тонн (стандартна) 23 450 тонн (повна)  | 15                           |                   | 12 жовтня 1938    | 9 квітня 1943     | 1943-1946 | 1946 році знову переобладнаний у пасажирський лайнер, списаний у 1962 році на брухт |                    | колишній пасажирський лайнер; 1940 році переобладнаний на допоміжний крейсер                                             |